# Lucretia Longshore Blankenburg
Lucretia Mott Longshore Blankenburg (ur. 8 maja 1845 w Lisbon, zm. 28 marca 1937 w Filadelfii) – amerykańska sufrażystka, działaczka społeczna, reformatorka i pisarka. W okresie od 1892 do 1908 roku była prezesem Pensylwańskiego Stowarzyszenia Sufrażystek.

## Życiorys
Lucretia urodziła się na farmie we wsi Lisbon w stanie Ohio w Stanach Zjednoczonych jako córka lekarki Hannah E. Longshore oraz nauczyciela Thomasa Ellwooda Longshore'a. W 1845 roku, w wieku sześciu miesięcy, Blankenburg, jej rodzice i brat Channing (ur. 1842) zostali przeniesieni do Attleboro w Pensylwanii (obecnie Langhorne w Pensylwanii). Pięć lat później rodzina przeprowadziła się do Filadelfii, aby Hannah mogła uczęszczać do szkoły medycznej.

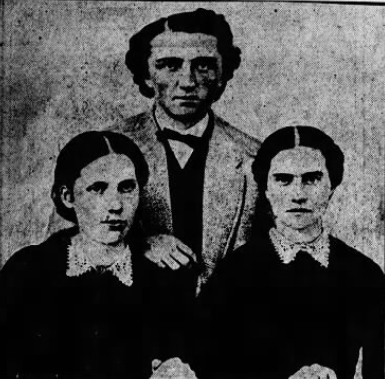
Lucretia i Rudolph w 1867 roku, przed ślubem. Po prawej Julia A. Myers, ciotka Lucretii.

18 kwietnia 1867 roku poślubiła Rudolpha Blankenburg. Mieli trzy córki, jednak żadna z nich nie przeżyła dzieciństwa. Po ich śmierci postanowili adoptować córkę. Jednak ona również zmarła w 1878 roku z powodu błonicy. Po jej śmierci Lucretia postanowiła w całości poświęcić się działalności charytatywnej. W 1884 roku poznała Susan Anthony, która przez kolejne lata szkoliła ją w wystąpieniach publicznych.
W latach 1912–1915 Rudolph pełnił funkcję burmistrza Filadelfii, był także producentem tekstyliów. Lucretia zajmowała się korespondencją męża, wygłaszała również przemówienia w jego imieniu.
Lucretia pełniła funkcję wiceprzewodniczącej Stowarzyszenia Edukacji Narodowej oraz prezesa Pensylwańskiego Stowarzyszenia Sufrażystek. W latach 1912–1913 była pierwszą wiceprzewodniczącą Generalnego Związku Kobiet. Pełniła funkcję członka Klubu Nowego Wieku, Gildii Kobiet Pracujących oraz Klubu Obywatelskiego. Aktywnie walczyła o prawa kobiet. Odbyła cztery spotkania w sali Izby Reprezentantów w imieniu praw kobiet, często przemawiając zarówno w Izbie jak i w Senacie. Wiele lat poświęciła na rzecz uchwalenia prawa, które chroniłoby bezdzietną wdowę na równi z bezdzietnim wdowcem – prawo bowiem stanowiło, że bezdzietna wdowa może dziedziczyć połowę majątku osobistego i korzystać z połowy nieruchomości jej zmarłego męża, podczas gdy bezdzietny wdowiec miał prawo do pełnego dziedziczenia.
W wieku 75 lat odbyła samotną podróż samochodową po Stanach Zjednoczonych.
Trzy dni przed swoją śmiercią zachorowała na zapalenie płuc. Zmarła 28 marca 1937 roku w swoim mieszkaniu w Filadelfii. Została pochowana na cmentarzu miejskim w Fail Hill.